# 馬嘉理事件
馬嘉理事件，又称滇案、馬嘉理案，是發生在1875年的一宗中国民間與外國人發生衝突的外交事件，該事件導致英国驻华公使馆特派书记翻译官马嘉里被殺。中英两國簽署《煙台條約》。

## 事件經過
1874年（同治十三年），英国经与清朝商定，从英国殖民地缅甸（当时属于印度）派一支勘测队勘测缅甸到中国云南的陆路交通，次年（光绪元年），英国驻华公使馆特派书记翻译官马嘉理携带一些清政府颁发的入境护照，从北京出发，经上海、四川进入云南缅甸边境，準備要與英國探險隊會合。
另外一邊從英屬緬甸方面開始的英国探险队长陆军上校柏郎（Horace Browne）率領150名英軍士兵與15名探測隊人員，由缅甸八莫进入腾越厅干崖土司领地曼允。在出發前沒有先行知會地方官的情況下，引起了当地军民的疑惑。
光緒元年正月乙卯（2月21日），时任腾越镇左营都司的李珍国在腾越曼允组织当地军民阻拦探险队行进，马嘉理出来交涉。交涉过程中发生冲突，马嘉理及其4名中国随员被击毙。英国探险队被迫退回缅甸。

## 反應
事后，英国方面将肇事原因归咎于大清方面，同时提出超出事件范围之外的要求，包括要求将云南巡撫岑毓英等提京审讯；称要撤使、绝交和用兵；减免稅釐、增开通商口岸和开放云南边界贸易等等。
清朝政府先谕令當時的雲南巡撫兼總督岑毓英加速调查该案，威妥瑪申斥岑毓英办事拖延，聲言將派兵自辦。清廷派湖廣總督李瀚章赴滇查辦，又并捕杀十多名边民以示“惩兇”。
威妥瑪於是離開北京，前往上海。途中，英國公使威妥瑪在天津面見李鴻章，以六件事對李鴻章提出要求，李鴻章拒絕，清政府又派前兵部侍郎郭嵩燾出使英國，威妥瑪亦欲拒議。又在駐滬的英國上海租界與非租界的吳淞間地鋪設鐵路鐵軌，總督沈葆楨以英國人在租界以外的地區建築鐵路，已違約，勒令停工。於是，威妥瑪遣其漢文正使梅輝立赴滬商辦，李鴻章乃參與約談，令英商停工，清朝以原價購回自辦。
1876年（光緒二年五月），諭：“馬嘉理案，疊經王大臣與英使威妥瑪辯論未洽，命李鴻章商辦早結。”
1876年（光緒二年六月），清廷任命李鴻章為全權大臣，赴煙台，與威妥瑪會商，相持者逾月，議始定。
後經赫德斡旋後，1876年8月21日北洋大臣李鸿章与英国公使威妥玛在烟台举行正式谈判。
1876年9月13日，双方签订《中英烟台条约》，約分三端：一曰昭雪滇案，二曰優待往來，三曰通商事務。又另議專案一條。約成即互相換文，其中包括大清派出候補五品京堂劉錫鴻持璽書前往英国道歉，这成为中国外交史上派出驻外长期代表的开始。郭嵩焘被任命为“谢罪”使臣，兼任常驻英法公使。